# Hợp Lý, Lý Nhân
Hợp Lý là xã nằm ở cực tây bắc huyện Lý Nhân, tỉnh Hà Nam, Việt Nam.

## Địa lý
Xã Hợp Lý nằm ở phía tây bắc của huyện Lý Nhân, hai mặt phía tây và phía bắc được bao bọc bởi sông Châu Giang (một phân lưu cũ của sông Hồng, ranh giới tự nhiên của Huyện Lý Nhân và thị xã Duy Tiên).
Hợp Lý nằm ở vị trí trung tâm đồng bằng Bắc Bộ, cách thủ đô Hà Nội 56 km (theo đường quốc lộ) về phía đông nam, cách thành phố Phủ Lý 14 km về phía đông, cách thành phố Hưng Yên 15 km về phía tây nam và cách thành phố Nam Định 30 km về phía tây bắc.
Bản đồ xã Hợp Lý [1]:
Vị trí địa lý:
- Phía bắc giáp xã Trác Văn, thị xã Duy Tiên.
- Phía đông giáp xã Chính Lý, huyện Lý Nhân.
- Phía nam giáp xã Văn Lý, huyện  Lý Nhân.
- Phía tây giáp xã Yên Nam, thị xã Duy Tiên.

## Hành chính
Xã Hợp Lý gồm 7 thôn: Kim Thượng, Phúc Thượng, Phúc Hạ 1, Phúc Hạ 2, Phúc Thủy, Thượng Châu, Chỉ Trụ.
Trước năm 2019 xã có 18 xóm, ở 6 thôn là:Dũng Kim, Phúc Thượng, Phúc Hạ, Phúc Thủy, Thượng Châu, Chỉ Trụ.

## Kinh tế
Hợp Lý là một xã thuần nông, nhưng diện tích ruộng đất bình quân đầu người thuộc vào hạng thấp của tỉnh Hà Nam. Phần lớn đất tự nhiên phía tây và phía 
bắc của xã dọc theo sông Châu là nền đất bồi cao hơn, tạo nên các vườn cây ăn quả, cây công nghiệp và khu dân cư tập trung. Phía đông có nền đất thấp hơn làm ruộng cấy.
Hợp Lý trước đây là vùng đất chuyên canh chủ yếu cây công nghiệp như mía, đay và các loại cây công nghiệp ngắn ngày.Hiện nay, do khí hậu và thổ nhưỡng nên hầu hết đất trồng trên địa bàn được người dân chuyển sang canh tác lá dong.
Ngành nghề thủ công truyền thống: Nghề tráng bánh đa, bánh phở, nấu rượu có từ lâu đời tạo việc làm cho hàng trăm người, bánh đa Phúc Hạ nổi tiếng được cung cấp đến nhiều nơi trên cả nước, hiện tại nhiều gia đình ở thôn Phúc Hạ vẫn duy trì cách tráng bánh đa, bánh phở bằng tay truyền thống mà không áp dụng các kỹ thuật tráng bánh đa, bánh phở công nghiệp mà nhiều địa phương khác áp dụng. Hiện nay, xã đang phát triển các ngành nghề tiểu thủ công nghiệp gia công, giải quyết được nguồn lao động nông nhàn, tăng thêm nguồn thu nhập ổn định cho bà con nông dân, tạo tiền đề cho sản xuất công nghiệp. Trước đây còn nghề làm khuy trai nổi tiếng một thời, với những khuy áo làm từ vỏ con trai trai, trùng trục.... đẹp lóng lánh.

## Văn hóa, giáo dục
Hợp Lý là một xã có 2 trường tiểu học, 1 trường trung học cơ sở, trường mầm non của xã được đặt ở thôn Phúc Thượng và thôn Chỉ Trụ.
Người con quê hương Hợp Lý có truyền thống yêu nước từ xa xưa điển hình tiêu biểu là Chí sĩ yêu nước Phạm Tất Đắc
Hợp Lý trước đây còn là nơi sơ tán của các đơn vị Bộ đội, Trại điều dưỡng thương binh Nam Hà và trường Trung cấp Bưu điện Truyền Thanh trung ương.
Hợp Lý là xã có phần lớn đồng bào theo đạo Phật. Ngoài ra còn có một số ít hộ gia đình theo đạo Thiên chúa.
Người Hợp Lý luôn tự hào với truyền thống văn hóa quê hương mình, Lò vật Phúc Châu của xã Hợp Lý được coi là một trong những cái nôi tiêu biểu của các lò vật tỉnh Hà Nam, các đô vật của xã Hợp Lý thường xuyên đại diện cho huyện Lý Nhân tham gia thi đấu các Giải vật Mùa xuân thượng võ tỉnh Hà Nam hàng năm.
Các công trình kiến trúc văn hóa như đình, chùa, nhà thờ,... đã được xây dựng theo các đơn vị làng từ cách đây hàng trăm năm. Nhiều công trình đã được nhân dân đóng góp tu bổ tôn tạo trong thời gian gần đây như: đình chùa thôn Phúc Thủy, chùa thôn Phúc Hạ, Chỉ trụ. Các công trình khác cũng đang được duy tu, bảo tồn, đảm bảo tốt cho các sinh hoạt tâm linh của người dân địa phương và tham quan, du lịch.

## Giao thông
Đường giao thông bộ đi qua xã- đường huyện 9716 đã được thảm nhựa đi qua đập Phúc. Hiện nay xã đã và đang nâng cấp các trục đường giao thông theo tiêu chí nông thôn mới.
Hợp Lý đã từng có đội thuyền vận tải thủy phục vụ vẫn chuyển lương thực thực phẩm, khai thác cát vật liệu xây dựng, đánh bắt thủy sản trên sông Châu Giang. Hiện nay, sau khi công trình cải tạo Tắc Giang, mở cống Phúc và cống Phủ Lý đã hoàn thành, việc nạo vét và nối lại giao thông đường thủy từ sông Hồng sang sông Đáy đi qua sông Châu, trả lại chức năng cho sông Châu mà xưa kia đã từng là huyết mạch giao thông và du lịch của vùng đồng bằng Bắc bộ.

## Nhân vật
- Phạm Tất Đắc, là một nhà thơ và chí sĩ yêu nước Việt Nam.